# フランシス・フクヤマ
フランシス・ヨシヒロ・フクヤマ（Francis Yoshihiro Fukuyama、日本姓名：福山良博、1952年10月27日 - ）は、アメリカの政治学者、政治経済学者。著書『歴史の終わり』で自由民主主義と自由市場を文化的進化の終着点かつ政府の最終形態として説明したが、後続の『「信」無くば立たず』ではその立場を修正し、文化は経済から完全には分離不可能であるとの認識を改めた。新保守主義（ネオコン）の代表的な理論家であったが、現在はネオコンとある程度距離を置く。

## 経歴
1952年にイリノイ州シカゴに生まれる。父方の祖父は日露戦争を逃れ、第二次世界大戦に伴う強制収容の前に西海岸で商店を開業した。父は会衆派教会の牧師で、後にペンシルベニア州立大学の宗教社会学教授となる二世の福山喜雄。母の河田敏子は、京都帝国大学経済学部の創設に関わり、旧制大阪商科大学の初代学長となった河田嗣郎の娘で、1950年に戦後初の女子留学生としてシカゴ大学に留学した。一人息子としてマンハッタンで育ち、日本文化にはほとんど触れず、日本語も学ばなかった。1967年、一家でペンシルバニア州ステートカレッジに移住。
コーネル大学で古典哲学を専攻し、アラン・ブルームの下で政治哲学を学び、学士号を取得。その後、イェール大学大学院で比較文学を専攻に選び、ロラン・バルトとジャック・デリダに学ぶためにパリへ6か月間留学するが、幻滅して政治学に転向。ハーバード大学でサミュエル・ハンチントンに師事し、1981年に政治学博士号を取得。博士論文はソ連による中東への介入の脅威に関するものであった。1979年、ランド研究所に入所。
ランド研究所研究員（1979 - 80年、1983 - 88年、1995 - 96年）、国務省政策企画本部スタッフ（1981 - 82年、1989年）、ジョージ・メーソン大学教授（1996 - 2000年）、ジョンズ・ホプキンズ大学ポール・H・ニッツェ高等国際関係大学院教授を経て、スタンフォード大学教授を務める。
2007年4月から関西大学政策創造学部客員教授を兼任。2007年に同志社大学から名誉文化博士、2009年に関西大学から名誉博士号を授与される。
1989年、冷戦終結に前後しナショナル・インタレストに掲載した論文『歴史の終わり？』において、「人間の政府の最終形態としての自由民主主義」、「自由主義国家」、「政治的自由主義」、「経済的自由主義」が最終的な勝利を収めることで社会制度の発展が終わり、人類発展としての歴史が「終わる」という仮説を提示し、1992年にはFree Press社からさらに本格的に論じた『歴史の終わり』を発表、アメリカ新世紀プロジェクト賛同者に名を連ねるなどネオコン思想家として一躍脚光を浴びることとなる。また、2002年には科学技術を論じた『人間の終わり』を執筆した。
一方、2003年頃からはネオコンと距離を置き、イラク戦争をめぐってブッシュ政権への批判を行った。2006年の本では、イラク戦争はネオコンとアンドリュー・ジャクソン流ナショナリストの連合が推進したものだが、キッシンジャー的現実主義とウィルソン主義による多層的な多国間主義に転換すべきだと主張した。
2011年6月、中国の復旦大学教授張維為と討論し、アラブの冬を主張する張に対してアラブの春による中東民主化の中国への波及を予想した。

## 著書

### 単著
- The End of History and the Last Man, (Free Press, 1992).

渡部昇一訳『歴史の終わり』 三笠書房（上・下）, 1992年、新版2020年ほか／知的生き方文庫（上・中・下）, 1992年
- Trust: the Social Virtues and the Creation of Prosperity, (Free Press, 1995).

加藤寛訳『「信」無くば立たず』 三笠書房, 1996年
- The Great Disruption: Human Nature and the Reconstitution of Social Order, (Free Press, 1999).

鈴木主税訳『「大崩壊」の時代――人間の本質と社会秩序の再構築』 早川書房（上・下）, 2000年
- Our Posthuman Future: Consequences of the Biotechnology Revolution, (Farrar, Straus and Giroux, 2002).

鈴木淑美訳『人間の終わり――バイオテクノロジーはなぜ危険か』 ダイヤモンド社, 2002年
- State-Building: Governance and World Order in the Twenty-First Century. (Profile Books, 2004).
- America at the Crossroads: Democracy, Power, And the Neoconservative Legacy, (Yale University Press, 2006).

会田弘継訳『アメリカの終わり』講談社, 2006年
- The Origins of Political Order: from prehuman times to the French Revolution, Farrar, Straus and Giroux, 2012.

会田弘継訳『政治の起源――人類以前からフランス革命まで』講談社（上・下）, 2013年
- Political Order and Political Decay: From the Industrial Revolution to the Present Day. New York: Farrar, Straus and Groux. (2015). ISBN 978-0-374-22735-7

会田弘継訳 『政治の衰退：フランス革命から民主主義の未来へ　上』講談社、2018年。ISBN 978-4-06-217152-6。
会田弘継訳 『政治の衰退：フランス革命から民主主義の未来へ　下』講談社、2018年。ISBN 978-4-06-217153-3。
- 山田文訳『アイデンティティ　尊厳の欲求と憤りの政治』 朝日新聞出版, 2019年。ISBN 978-4-02-251606-0
- 山田文訳『「歴史の終わり」の後で』マチルデ・ファスティング編、中央公論新社, 2022年。ISBN 978-4-12-005535-5
- 会田弘継訳『リベラリズムへの不満』 新潮社, 2023年。ISBN 978-4-10-507321-3

### 共著
- The U.S.-Japan Security Relationship after the Cold War, with Kongdan Oh, (Rand, 1993).

コンダン・オウ／近藤剛訳『冷戦後の日米同盟――「成熟の歴史」終わりの始まり』 徳間書店, 1994年
- The "Virtual Corporation" and Army Organization, with Abram N. Shulsky, (Rand, 1997).

### 編著
- Nation-Building: beyond Afghanistan and Iraq, (Johns Hopkins University Press, 2006).
- Blindside: How to Anticipate Forcing Events and Wild Cards in Global Politics, (Brookings Institution Press, 2007).
- Falling Behind: Explaining the Development Gap between Latin America and the United States, (Oxford University Press, 2008).

### 共編著
- The Soviet Union and the Third World: the Last Three Decades, co-edited with Andrzej Korbonski, (Cornell University Press, 1987).
- East Asian Multilateralism: Prospects for Regional Stability, co-edited with Kent E. Calder, (Johns Hopkins University Press, 2008).

## 親族
- 河田嗣郎（旧制大阪商科大学初代学長）は祖父、河田悌一（関西大学元学長）は従兄弟にあたる。